# هارولد دي. كولي
هارولد دي. كولي هو محامي وسياسي أمريكي، ولد في 26 يوليو 1897 في ناشفيل في الولايات المتحدة، وتوفي في 15 يناير 1974 في ويلسون في الولايات المتحدة. نشط حزبياً في الحزب الديمقراطي. وقد انتخب مندوب ‏ (1947 – 1947) وانتخب عضو مجلس النواب الأمريكي ‏.